# Parasikukia maculata
Parasikukia maculata är en fiskart som beskrevs av Tôhei Doi 2000. Parasikukia maculata ingår i släktet Parasikukia och familjen karpfiskar. IUCN kategoriserar arten globalt som livskraftig. Inga underarter finns listade i Catalogue of Life.